# Nikołaj Kazakow
Nikołaj Stiepanowicz Kazakow (ros. Николай Степанович Казаков, ur. 19 czerwca 1900 we wsi Gorbatowka w guberni niżnonowogrodzkiej, zm. 6 lipca 1970 w Moskwie) – radziecki polityk, ludowy komisarz/minister budowy maszyn ciężkich ZSRR (1941-1953 i 1954-1955).
1918-1921 służył w Armii Czerwonej, później uczestnik kursów wojskowo-inżynieryjnych, od 1923 uczył się w Szkole im. WCIK i gubernialnej szkole radzieckiego i partyjnego budownictwa w Niżnym Nowogrodzie. Od 1923 członek RKP(b), 1925-1928 sekretarz komórki partyjnej, instruktor komitetu rejonowego, sekretarz komitetu WKP(b) w fabryce im. Lenina w Niżnym Nowogrodzie. 1929-1932 studiował w Instytucie Inżynieryjnym w Niżnym Nowogrodzie, a 1932-1934 w Instytucie Przemysłowym w Leningradzie. 1934-1937 inżynier-konstruktor, szef wydziału eksperymentalnego i oddziału kontroli technicznej w fabryce nr 174 w Leningradzie, 1938-1941 dyrektor fabryki. Od 5 czerwca 1941 do 5 marca 1953 ludowy komisarz/minister budowy maszyn ciężkich ZSRR. Od 14 października 1952 do 14 lutego 1956 zastępca członka KC KPZR, od marca 1953 do 19 kwietnia 1954 I zastępca ministra budowy maszyn ciężkich i transportowych ZSRR, następnie do 18 lipca 1955 ponownie minister budowy maszyn ciężkich. Od 1955 do listopada 1956 zastępca ministra budowy maszyn ciężkich ZSRR, od listopada 1956 do maja 1957 zastępca ministra przemysłu materiałów budowlanych ZSRR, od 29 maja 1957 do 25 grudnia 1956 przewodniczący Sownarchozu Czkałowsko-Orenburskiego Ekonomicznego Rejonu Administracyjnego. Od grudnia 1962 do 2 października 1965 szef Zarządu ds. Technicznego Rozwijania Służb Energetycznych i Mechanicznych Państwowego Komitetu Czarnej i Kolorowej Metalurgii Rady Ministrów przy Państwowym Komitecie Planowania Gospodarczego Rady Ministrów ZSRR, następnie na emeryturze. Deputowany do Rady Najwyższej ZSRR 2 kadencji. Pochowany na cmentarzu Nowodziewiczym.

## Odznaczenia
- Order Lenina (czterokrotnie)
- Order Czerwonego Sztandaru Pracy
- Order Czerwonej Gwiazdy